# A'kif Pascià
A'kif Pascià (Yozgat, 1787 – Alessandria d'Egitto, 1848) è stato un letterato ottomano.
Fu per lungo tempo ministro degli esteri di Mahmud II. Cercò di attuare in letteratura l'eliminazione della ridondanza d'origine persiana.